# Hasan Âli Yücel
Hasan Âli Yücel, né le 17 décembre 1897 à Constantinople et mort le 26 février 1961 dans cette même ville, renommée officiellement Istanbul en 1930, était un écrivain et enseignant turc ayant exercé la fonction de ministre de l'Éducation nationale de la République de Turquie de 1938 à 1946. 
Il a notamment supervisé la création des instituts de village dans le pays. Il est en outre le père du poète turc Can Yücel.